# Colchicina
Colchicina ou colquicina é um alcaloide altamente venenoso, originalmente extraído da planta Colchicum autumnale.
Tem sido usada no tratamento de diversas enfermidades, porém em escala cada vez menor devido a sua alta toxicidade.
Em 2010 a Colchicum autumnale foi eleita a "planta venenosa do ano".

## Farmacologia

### Mecanismo de ação
É uma substância que inibe a polimerização das proteínas do fuso mitótico, parando a divisão celular na metáfase. É usada principalmente para se fazer o cariótipo da célula que se quer estudar, pois na metáfase os cromossomas se encontram no maior grau de condensação, facilitando a observação ao microscópio.
A colchicina é um agente antimitótico que se liga aos dímeros da tubulina. Ela interfere com a função dos fusos mitóticos e causa a despolimerização, inibindo a elongação dos microtúbulos e fazendo com que a migração dos granulócitos para a  região inflamada seja inibida e haja redução das atividades metabólica e fagocitária dessas células. Isso reduz a liberação do ácido láctico e de enzimas pró-inflamatórias, que ocorrem durante a fagocitose, rompendo o ciclo que resulta na resposta inflamatória.
A cochicina é importante no estudo dos cromossomas pois ela facilita a visão mais detalhada dos cromossomas gigantes o que acarreta no seu estudo mais detalhado. Ela é muito utilizada em preparações citogenéticas para interromper as divisões celulares, sendo que sua atuação consiste em impedir a organização dos microtúbulos.

### Aplicações terapêuticas
A colchicina é utilizada no tratamento de gota, pericardite, artrite inflamatória, podendo também ser usada para tratar a Doença de Peyronie, Febre Mediterrânea Familiar e a Doença de Behçet.
Trata-se de um agente antinflamatório único porque é muito eficaz contra a artrite gotosa, estando também indicado nas crises agudas de gota e como agente profilático. O efeito anti-inflamatório da colchicina na artrite gotosa aguda é relativamente seletivo para esta doença e é eficaz apenas em alguns casos nos outros tipos de artrite.
Os neutrófilos expostos aos cristais de urato os ingerem e produzem uma glicoproteína que pode ser o agente etiológico da artrite gotosa aguda. Quando injetada nas articulações, essa substância produz artrite profunda que, sob o ponto de vista histológico, não se diferencia daquela causada pela injeção direta dos cristais de urato. A colchicina parece impedir a produção dessa glicoproteína pelos leucócitos.

#### COVID-19
Em agosto de 2020, a FAPESP anunciou preliminarmente que o medicamento poderia ajudar a combater a inflamação pulmonar e a acelerar a recuperação de pacientes com as formas moderada e grave de COVID-19.
Em janeiro de 2021, um estudo feito no Canadá também deu indícios de redução nas hospitalizações e até óbitos de pacientes de covid-19. Porém, o artigo não foi revisado por pares e se encontra no estado de preprint, apontando a incapacidade de afirmar qualquer desfecho com o uso da colchicina para tratar COVID-19.
Em março de 2021, o grupo britânico RECOVERY Trial, declarou a interrupção do recrutamento do estudo do fármaco. A nota técnica declarou: "Até o momento, não houve evidência convincente do efeito da colchicina nos desfechos clínicos em pacientes internados com COVID-19."
O estudo, publicado em outubro de 2021, com mais de 11 mil pacientes, concluiu: "...o uso de colchicina não foi associado a uma redução na mortalidade, duração da hospitalização ou risco de ser ventilado para aqueles que não estão sob ventilação...".

### Reações adversas
A reações mais comuns incluem vômitos, náuseas, fadiga, dor de cabeça, gota, cólicas, dor abdominal e dor na laringe e na faringe. No caso de diarréia, o uso deve ser imediatamente interrompido.
Raramente também podem ocorrer outros sintomas como queda de cabelo, depressão medular, dermatite, alterações na coagulação e no fígado, reações alérgicas, aumento da creatina fosfoquinase, intolerância à lactose, dor muscular, redução do número de espermatozoides, púrpura, destruição das células musculares e doença neuromuscular tóxica.
Altas doses podem também lesar a medula óssea e levar a uma anemia aplásica. Todos estes efeitos colaterais podem resultar da hiperinibição da mitose.

### Toxicidade
O envenenamento por colchicina foi comparado ao envenenamento por arsênico. Os sintomas iniciam de 2 a 5 horas após a ingestão da dose tóxica, e incluem: sensação de queimadura na boca e garganta, febre, vômitos, diarreia, dor abdominal e falência renal. Estes sintomas podem iniciar-se em qualquer momento dentro das primeiras 24 horas após ingestão. Entre 24 e 72 horas ocorre falência múltipla sistêmica, incluindo choque hipovolêmico devido ao extremo dano vascular e perda de líquido pelo trato gastrointestinal, o que pode levar ao óbito. Além disso, pode haver dano renal, resultando em anúria e hematúria. Ocorre ainda anemia, queda nos níveis de leucócitos (persistindo por vários dias), fraqueza muscular e falência respiratória. A recuperação pode ocorrer em 6 ou 8 dias. Não há antídoto específico para a colchicina, apesar de existirem vários tratamentos.